# Проти течії (фільм)
Проти течії (рос. Против течения) — радянський художній фільм 1981 року, знятий на Свердловській кіностудії.

## Сюжет
1920 рік. Далекий Схід окупований японцями. Частини Червоної армії тримають оборону по широкому фронту. Один з полків втрачає дисципліну і залишає свої позиції. Молодий комісар намагається його зупинити, але полк відступає до Амуру в надії переправитися на інший берег. Комісар, залишившись абсолютно один, відправляється в штаб фронту, де отримує завдання за всяку ціну повернути полк. На допомогу йому дають єдиний пароплав Уссурійського флоту. Разом з бойовою командою пароплава і з їх безстрашним капітаном вони приступають до виконання непростого завдання.

## У ролях
- Володимир Зайцев — комісар Челноков
- Петро Вельямінов — Соболь
- Лев Пригунов — Бочкарьов
- Борис Хімічев — Селезньов
- Петро Коробов — Семенчук, командир загону
- Світлана Суховєй — Соня
- Юрій Сорокін — Буланов
- Сергій Балабанов — «Писуча людина»
- Володимир Соколов — «Кістлява злість»
- Віталій Тітов — Назарич
- Олексій Араштаєв — епізод
- Валерій Захар'єв — епізод
- Михайло Іванов — чоловік
- Лев Перфілов — епізод
- Володимир Уан-Зо-Лі — епізод

## Знімальна група
- Режисер — Барас Халзанов
- Сценаристи — Марк Азов, Валерій Михайловський
- Оператори — Юрій Дурінов, Віктор Осенніков
- Композитор — Владислав Казенін
- Художник — Валерій Лукінов